# Hendrik Marsman
A nu se confunda cu Hendrik Jan Marsman (n. 1937), scriitor al cărui pseudonim este J. Bernlef!

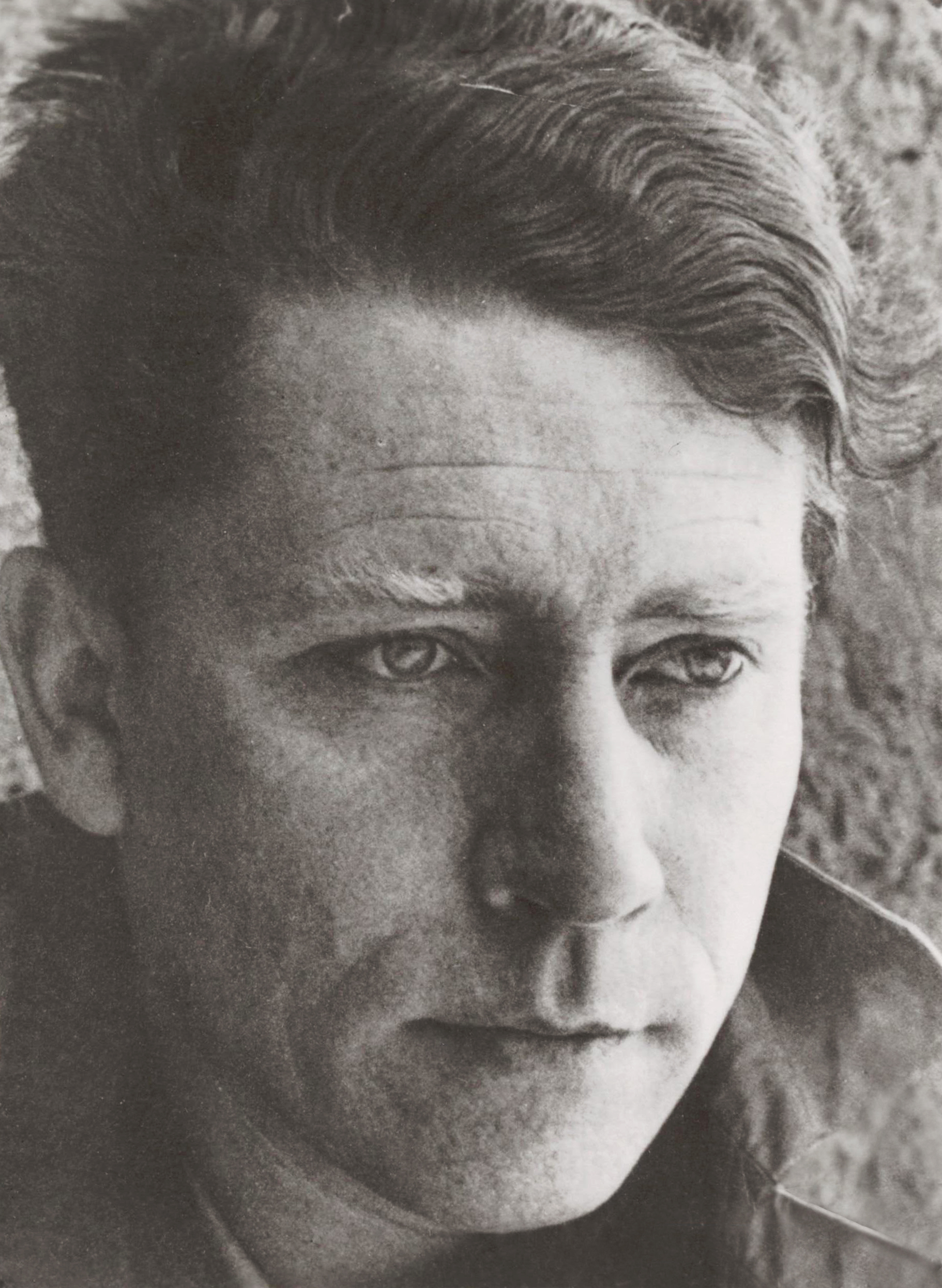
Hendrik Marsman

Hendrik Marsman (n. 30 septembrie 1899, Zeist, Țările de Jos - d. 21 iunie 1940, Golful Biscaya) a fost un scriitor neerlandez.
După începuturi marcate de expresionismul german, evoluează către o lirică gravă, dominată de singurătate, dezamăgire, spaima de moarte, atenuată ulterior de idealul armoniei, prefigurat de antichitatea elină.
A realizat o critică literară intuitivă, exercitată ca editor al revistei De vrije bladen.

## Scrieri
- 1923: Verzen ("Versuri");
- 1927: Paradise regained ("Paradisul recucerit");
- 1933: De dood van Angèle Degroux ("Moartea Angelei Degroux");
- 1940: Tempel en kruis ("Templul și crucea");
- 1957: Heden ik, morgen hij ("Astăzi eu, mâine tu");
- 1962: Vera.